# Вибори до Європейського парламенту в Словаччині 2004
Вибори до Європейського парламенту у Словаччині в 2004 році проходили 13 червня. На перших в Словаччині виборах обиралися 14 депутатів від країни. Явка на виборах становила 16,96% і була найнижчою в Євросоюзі.

## Результати
| Партія                                        | Голосів          | Місць |
| --------------------------------------------- | ---------------- | ----- |
| Словацький демократичний і християнський союз | 119 954 (17,09%) | 3     |
| Рух за демократичну Словаччину                | 119 582 (17,04%) | 3     |
| Курс — соціальна демократія («Смер»)          | 118 535 (16,89%) | 3     |
| Християнсько-демократичний рух                | 113 655 (16,19%) | 3     |
| Партія угорської коаліції                     | 92 927 (13,24%)  | 2     |
| Альянс нових громадян                         | 32 653 (4,65%)   | 0     |
| Комуністична партія Словаччини                | 31 908 (4,54%)   | 0     |
| Вільний форум                                 | 22 804 (3,25%)   | 0     |